# BonIce

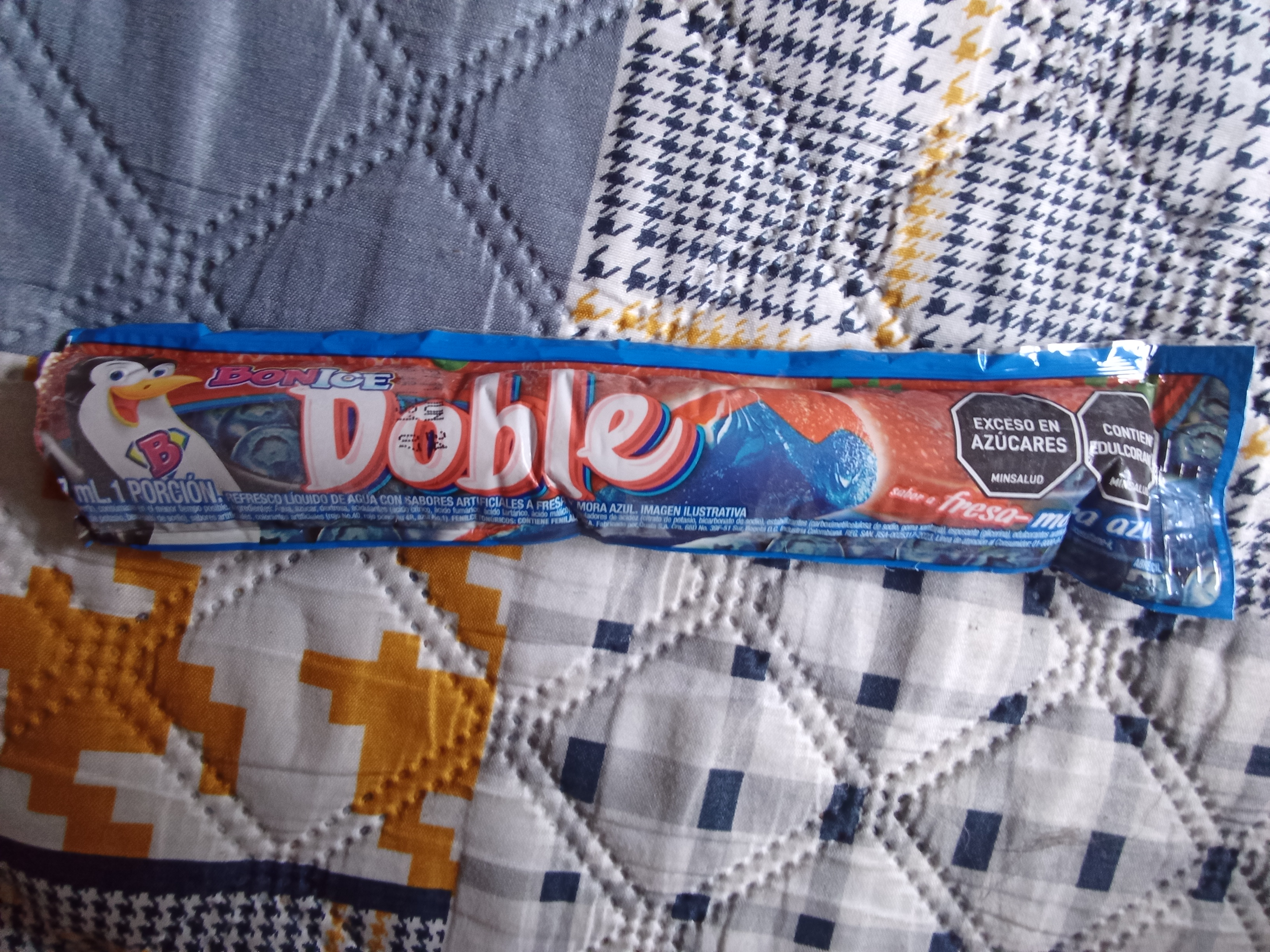
Um produto da BonIce

BonIce é uma marca de freezie de propriedade de uma subsidiária da Quala, uma empresa multinacional colombiana. Chegou à Cidade do México em agosto de 2004. Foi rapidamente expandido em lugares como Guadalajara em junho de 2005, Villahermosa em novembro de 2005, Monterrey em fevereiro de 2006, Tijuana em setembro de 2006 e Brasil em 2009, com o nome "Icegurt". Hoje está disponível em mais de cem cidades de todos os estados do país e em outros países da América Central . O produto é vendido direto ao consumidor nas ruas por distribuidores independentes, apelidados de “Hombre de Bonice”, coordenados sob uma estrutura de franquia.

## Sabores
- Morango
- Uva
- manga
- Manga Verde
- Lima
- Guanabana
- Abacaxi
- Tamarindo Picante
- Melancia
- Cereja
- Maçã verde
- Mirtilo
- kiwi
- Chocolate
- Sabor Misterioso

Também vêm com iogurte, ou com dois sabores combinados chamados Double Bonice. Os anúncios do Double Bonice apresentavam 2 gémeos e usavam uma paródia do single Blurred Lines de Robin Thicke de 2013.[carece de fontes?]Há também o Bonice impostor que é da cor de um Bonice com sabor a morango, manga ou limão, mas a cor não corresponde ao sabor.